# Jozef Čársky
Jozef Čársky  fut évêque auxiliaire de Košice du 12 novembre 1925 au 12 mars 1962. Il fut responsable de la partie tchécoslovaque du diocèse de Košice. Durant la Seconde Guerre mondiale. il fut responsable des parties slovaques des diocèses de Košice, Rožňava et de Satu Mare ayant pour siège Bardejov et Prešov. Il retrouva son poste d'avant guerre à Košice le 23 février 1946. 

## Biographie
Jozef Čársky est consacré le 14 juin 1925 par l'évêque de Nitra (de) Karol Kmeťko (de) avec comme co-consécrateurs Ján Vojtaššák (it) et Marián Blaha (de)